# Hartvig Nissen
Ole Hartvig Nissen (født 17. april 1815, død 4. februar 1874) var en norsk filolog, skolemand og uddannelsesreformator. Han er bedst kendt for grundlæggelsen af Nissens Pigeskole (nu Hartvig Nissens skole) i 1849. Han var ekspeditionschef for skolevæsenet i Kirke- og undervisningsdepartementet fra 1865 til 1872. I 1873 blev han rektor for Katedralskolen. Hartvig Nissen var søn af sognepræst Peder Schjelderup Nissen, hvis farfar Niels Hansen Nissen var født i Fredericia.